# Степановка (Луганская область)
Степановка (укр. Степанівка) — село в Перевальском районе Луганской области Украины. С 2014 года контролируется самопровозглашённой Луганской Народной Республикой.

## География
В восточных окрестностях села берёт начало правый приток реки Санжаровки под названием Горелый Ручей. Соседние населённые пункты: посёлки Южная Ломоватка на юго-востоке, Ломоватка на востоке, Анновка на северо-востоке, Калиново на севере, сёла Веселогоровка на северо-западе, Надаровка на западе, Полевое на юго-западе.

## Общие сведения
Занимает площадь 0,193 км². Почтовый индекс — 94320. Телефонный код — 6441. Код КОАТУУ — 4423684407.

## Население
Население по переписи 2001 года составляло 13 человек.

## Достопримечательности
Возле села находится памятник древней истории и археологии края — Мергелевая гряда, а также Степановский курганный комплекс.

## Местный совет
94320, Луганская обл., Перевальский р-н, пос. Червоный Прапор, ул. 50 лет Октября, 2а.